# Скелетокутис бесформенный
Скелетоку́тис бесфо́рменный, или амо́рфный (лат. Skeletocútis amórpha), — вид грибов-базидиомицетов, относящийся к семейству полипоровые (Polyporaceae). Типовой вид рода скелетокутис (Skeletocutis).
Плодовые тела полураспростёртые до распростёртых, с оранжеватым гименофором. Встречается на сосне и других хвойных породах.

## Описание

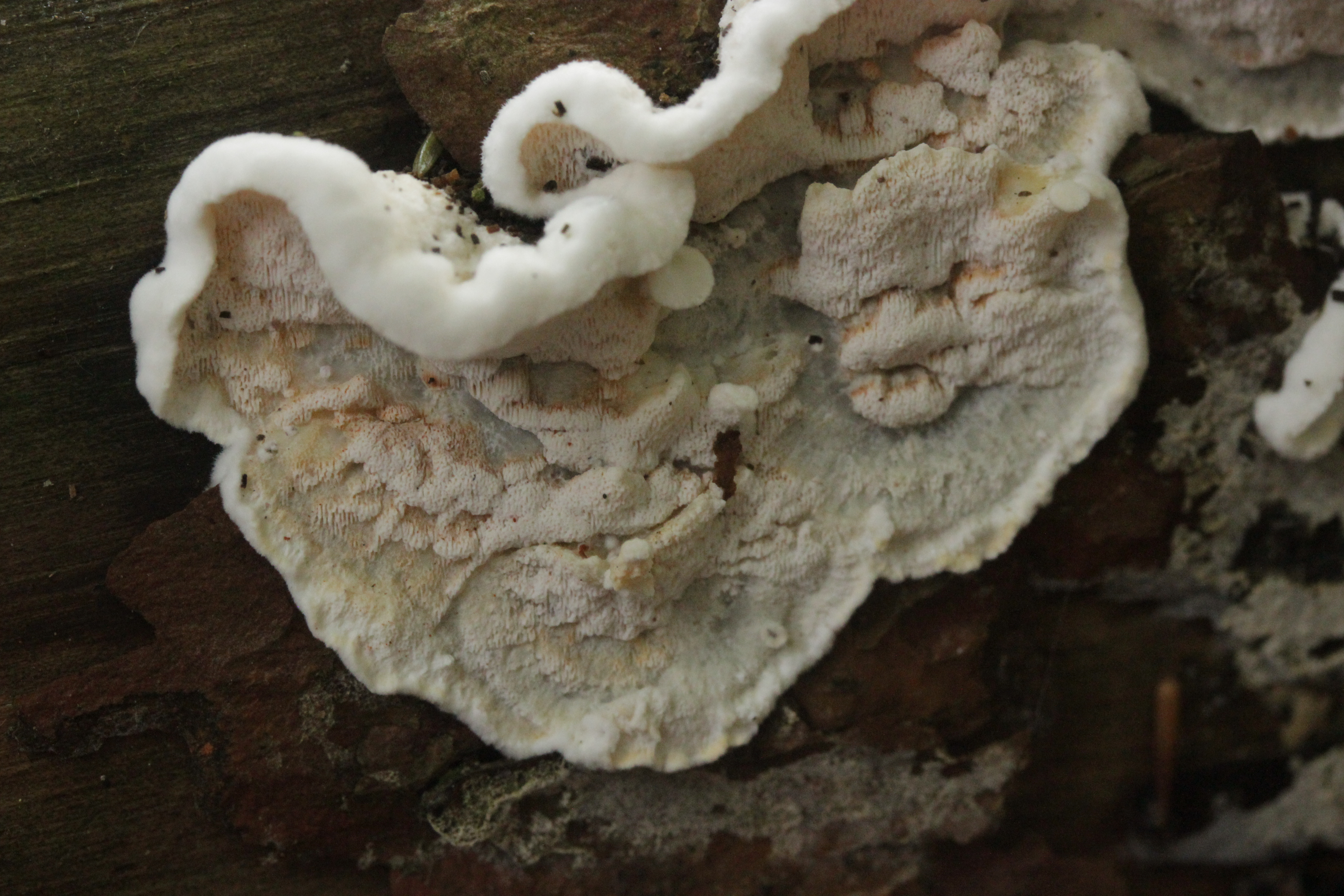
Виден гименофор

Плодовые тела однолетние, распростёртые с отогнутыми шляпками или полностью распростёртые. Шляпки (если образуются) одиночные или черепитчато расположенные, нередко срастающиеся краями, тонкие, кожистые, сверху иногда с концентрическими зонами, беловатые, сероватые или бежевые, с мягким до жёсткого опушением.
Гименофор трубчатый до почти лабиринтовидного, беловатый, затем розовато-бежевый до красновато-оранжевого, поры угловатые или округлые, с тонкими перегородками.
Мякоть не более 1 мм толщиной, при контакте с раствором KOH несколько желтоватая или розоватая; трубочки также до 1 мм глубиной. Вкус нередко горьковатый.
Гифальная система димитическая, генеративные гифы мякоти толстостенные, с пряжками, 2—6 мкм толщиной, скелетные гифы мякоти толстостенные, асептированные, 3—6 мкм толщиной. Цистиды отсутствуют. Базидии четырёхспоровые, булавовидные, 14—16 × 4—5 мкм. Споры бесцветные, аллантоидные, 3—4,5 × 1,3—1,8 мкм.

## Экология и ареал
Весьма обычный вид зоны хвойных лесов. Встречается на древесине хвойных пород, наиболее часто — на сосне, реже — на ели, пихте, лиственнице, очень редко — также на буке и ольхе.

## Таксономия
Skeletocutis amorpha (Fr.) Kotl. & Pouzar, Ceská Mykol. 12 (2): 103 (1958). — Polyporus amorphus Fr., Observ. Mycol. 1: 125 (1815), nom. nov., Syst. Mycol. 1: 364 (1821). — Poria nitida Alb. & Schwein., Consp. Fung. Lusat.: 258 (1805), nom. illeg.

### Синонимы
- Bjerkandera amorpha (Fr.) P.Karst., 1879
- Coriolus subabietinus Murrill, 1938
- Coriolus sublilacinus Murrill, 1907
- Gloeoporus amorphus (Fr.) Killerm., 1928
- Leptoporus amorphus (Fr.) Quél., 1886
- Polyporus alboaurantius Veull., 1883
- Polyporus amorphus Fr., 1815, nom. nov.
- Polyporus armeniacus Berk., 1836
- Polyporus aureolus Pers., 1825, nom. superfl.
- Polyporus horakii Velen., 1922
- Polyporus pertenuis Velen., 1922
- Polyporus pini-glabrae (Murrill) Murrill, 1940
- Polyporus roseoporis Rostk., 1848
- Polystictoides amorphus (Fr.) Lázaro Ibiza, 1916
- Polystictus amorphus (Fr.) Gillot & Lucand, 1890
- Polystictus subabietinus (Murrill) Murrill, 1938
- Polystictus sublilacinus (Murrill) Sacc. & Trotter, 1912
- Poria nitida Alb. & Schwein., 1805, nom. illeg.
- Tyromyces amorphus (Fr.) Murrill, 1918
- Tyromyces pini-glabrae Murrill, 1940